# Escalona del Prado (ort)
Escalona del Prado är en kommunhuvudort i Spanien. Den är belägen i provinsen Provincia de Segovia och i regionen Kastilien och Leon, i den centrala delen av landet, 90 km norr om huvudstaden Madrid. Escalona del Prado ligger 894 meter över havet och antalet invånare är 628.
Terrängen runt Escalona del Prado är platt. Runt Escalona del Prado är det glesbefolkat, med 8 invånare per kvadratkilometer. Närmaste större samhälle är Carbonero el Mayor, 12,8 km väster om Escalona del Prado. Trakten runt Escalona del Prado består till största delen av jordbruksmark.
Trakten ingår i den hemiboreala klimatzonen. Årsmedeltemperaturen i trakten är 13 °C. Den varmaste månaden är juli, då medeltemperaturen är 27 °C, och den kallaste är december, med 2 °C. Genomsnittlig årsnederbörd är 629 millimeter. Den regnigaste månaden är oktober, med i genomsnitt 79 mm nederbörd, och den torraste är augusti, med 5 mm nederbörd.